# Gentiane des Alpes
Gentiana alpina
Espèce
Classification phylogénétique

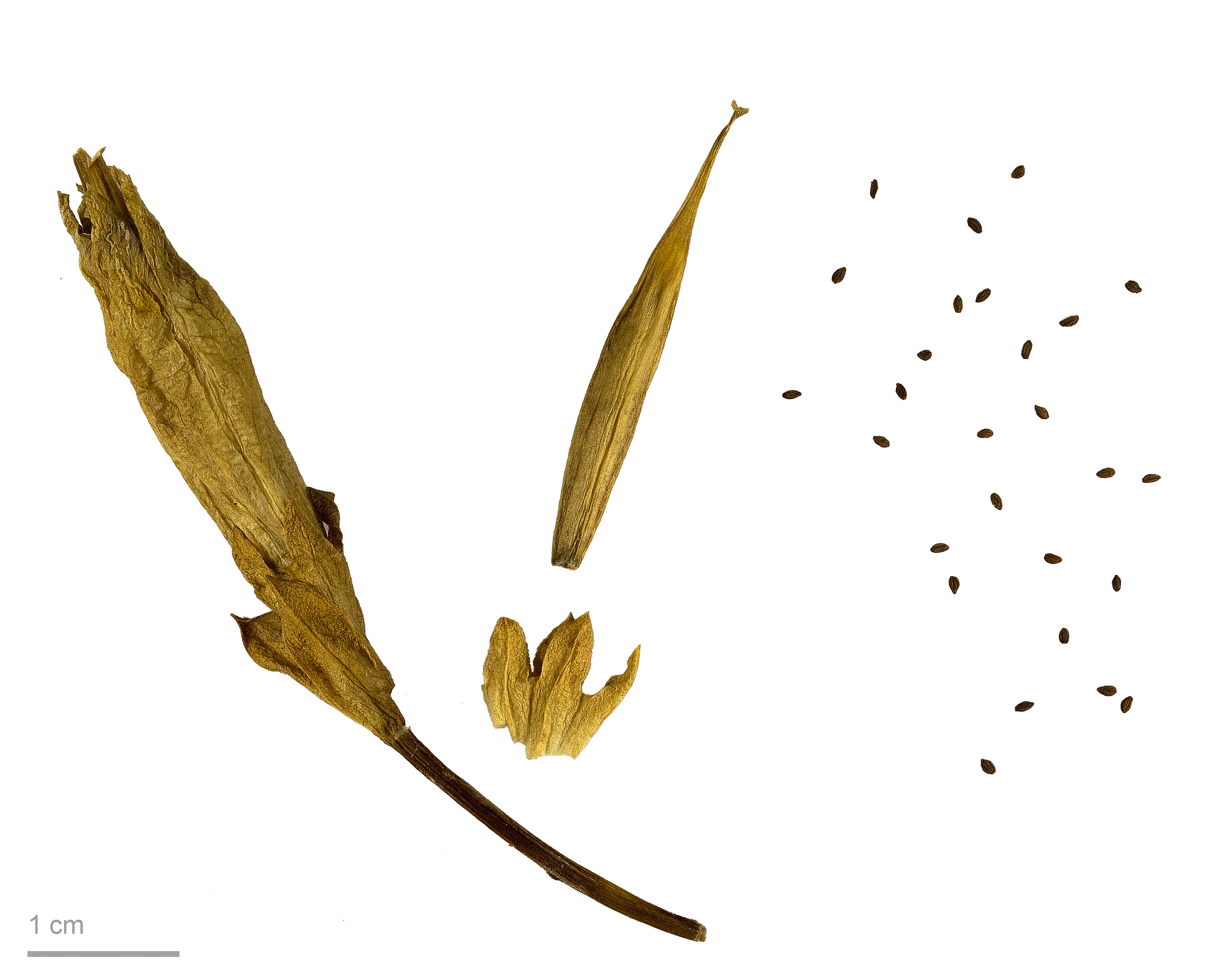
Gentiana alpina - Muséum d'histoire naturelle de Toulouse.

La Gentiane des Alpes aussi appelée Gentiane alpine (Gentiana alpina) est une espèce de plantes herbacées vivaces de la famille des Gentianaceae. 

## Description
La taille de la gentiane des Alpes est de 7 cm de haut au maximum. Elle ne possède pas de tige alors qu'une autre espèce occupant les mêmes milieux, la gentiane acaule en possède une parfois très petite. Les feuilles sont très courtes, assez larges et relativement épaisses. La fleur mesure de 20 à 35 mm de long. La floraison a lieu de juin à aout.

## Répartition et habitat
Elle se développe dans les pelouses alpines et subalpines sur des sols acides à des altitudes variant de 1 500 à 2 600 m.